# Джамбакуриан-Орбелиани, Иван Макарович
Князь Ива́н Мака́рович Джамбакуриан-Орбелиа́ни (1845—1919) — генерал от кавалерии, герой русско-турецкой войны 1877—1878 годов.

## Биография
Родился 22 сентября 1845 года, происходил из грузинских князей, сын генерал-майора князя Макара Фомича Орбелиани и княжны Кетеван Георгиевны урождённой Эристовой-Ксанской.
Образование получил в частном учебном заведении.
В военную службу вступил 24 декабря 1860 года юнкером. В 1861—1864 годах принимал участие в завершающих кампаниях Кавказской войны и 22 марта 1863 года за отличие был произведён в прапорщики.
5 марта 1867 года получил чин поручика и 8 апреля 1872 года — штабс-капитана.
8 апреля 1873 года за отличия по службе переведён в гвардейскую кавалерию с переименованием в поручики гвардии и в 1874 году произведён в штабс-ротмистры гвардии.
7 января 1877 года Джамбакуриан-Орбелиани был зачислен по казачьим войсками, переименован в войсковые старшины и назначен командиром 2-го Волгского полка Терского казачьего войска.
Принимал участие в кампании 1877—1878 годов против турок на Кавказе. 1 января 1878 года был награждён орденом св. Георгия 4-й степени
В деле 2-го октября с тремя сотнями своего полка, он после упорного боя овладел настолько важной позицией на высотах между Базарджикскими и Шатыр-оглинскими высотами, что с занятием её сражение приняло решительный оборот в нашу пользу.
Был награждён орденом св. Владимира 4-й степени с мечами и бантом.
С 17 апреля 1878 года командовал 1-м Волгским полком, 17 октября 1879 года за боевое отличие произведён в подполковники.           15 мая 1883 года произведён в полковники.
2 ноября 1892 года князь Джамбакуриан-Орбелиани был назначен состоять генералом для особых поручений при командующем войсками Кавказского военного округа и 30 августа 1893 года произведён в генерал-майоры. 7 апреля 1895 года получил в командование 2-ю бригаду 2-й Кавказской казачьей дивизии, с 28 февраля по 8 ноября 1896 года командовал Терской казачьей бригадой, после чего был отчислен за штат с оставлением по Терскому казачьему войску, а затем с 24 октября 1894 года возглавлял 1-ю бригаду Кавказской казачьей дивизии.
15 января 1899 года назначен начальником 2-й Кавказской казачьей дивизии и занимал эту должность по 18 июля 1905 года. 1 января 1901 года произведён в генерал-лейтенанты (со старшинством с 6 декабря 1900 года) и утверждён в занимаемой должности. 18 июля 1905 года назначен командиром 22-го армейского корпуса, но 1 августа того же года перемещён на должность командира 18-го армейского корпуса.
8 июля 1906 года уволен в отставку за болезнью с производством в генералы от кавалерии с мундиром и пенсией.
Точная дата смерти не установлена, в разных источниках указываются 1912 год и 13 ноября 1919 года, похоронен в Мцхете в соборе Светицховели.

## Семья

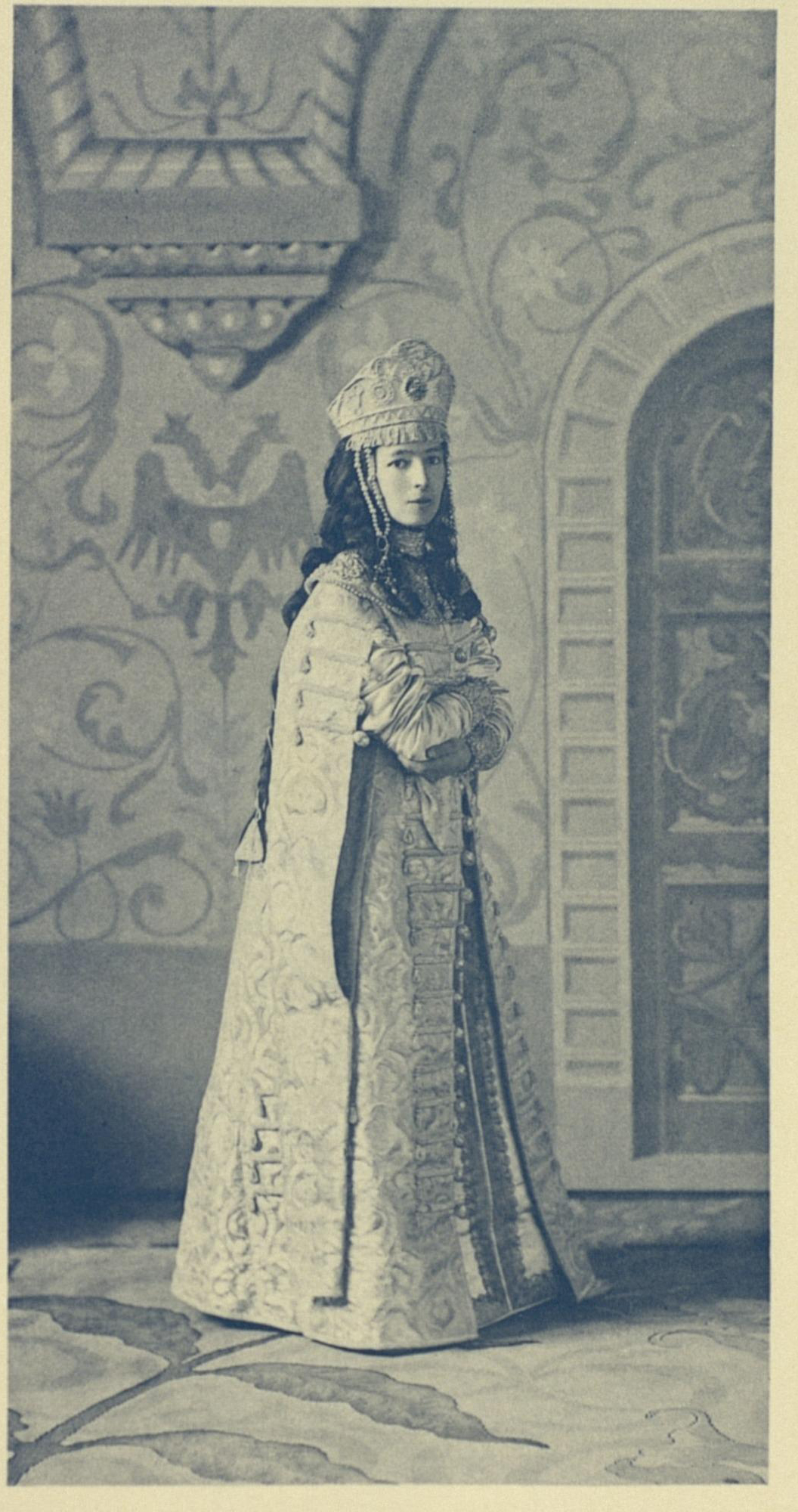
Дочь, София Ивановна Орбелиани, в костюме для Костюмированного бала 1903 года

Князь И. М. Джамбакуриан-Орбелиани был женат на дочери генерала от инфантерии Д. И. Святополк-Мирского Марии (1853—1889). Их дети:
- Мамука (Макар) Иванович (3.03.1873-1924). С 11.10.1898 г. был женат на светлейшей княжне Елизавете Ираклиевне Грузинской (1870—1942), дочери Светлейшего князя Ираклия Александровича Грузинского. Один из основателей Грузинской конной дружины
- Софья Ивановна (1874—1915), фрейлина.
- Дмитрий Иванович (1875—1922), паж.

## Награды
Среди прочих наград князь Джамбакуриан-Орбелиани имел ордена:
- Орден Святого Станислава 3-й степени (1870 год)
- Орден Святой Анны 3-й степени (1872 год)
- Орден Святого Владимира 4-й степени с мечами и бантом (1877 год)
- Орден Святого Георгия 4-й степени (1 января 1878 года)
- Орден Святого Станислава 2-й степени (1887 год)
- Орден Святой Анны 2-й степени (1892 год)
- Орден Святого Владимира 3-й степени (14 мая 1896 года)
- Орден Святого Станислава 1-й степени (6 декабря 1899 года)
- Орден Святой Анны 1-й степени (6 декабря 1903 года)
- Орден Святого Владимира 2-й степени (1906 год)